# Мугаби, Джон
Джон Мугаби (англ. John Mugabi; 4 марта 1960, Кампала, Уганда) — угандийский боксёр-профессионал, выступавший в 1-й средней, средней, 2-й средней и полутяжёлой весовых категориях. Серебряный призёр Олимпийских игр 1980 года в полусредней весовой категории. Чемпион мира в 1-й средней (версия WBC, 1989—1990) весовой категория. Отличался открытой и весьма агрессивной силовой манерой ведения боя, без разведки, без блоков, бомбардируя соперника размашистыми дуговыми ударами с первых же секунд любого поединка, за что получил прозвище «Зверь».

## 1980—1999
Дебютировал в декабре 1980 года.
В марте 1986 года состоялся Мугаби встретился с абсолютным чемпионом мира в среднем весе Марвином Хаглером. Мугаби перед этим боем имел идеальный послужной список — 25 побед, из которых все 25 были одержаны нокаутами. Хаглер нокаутировал противника в 11-м раунде.
В декабре 1986 года состоялся бой за вакантный титул чемпиона мира в 1-м среднем весе по версии WBC между Джоном Мугаби и Дуэйном Томасом. Томас нокаутировал угандийца в 3-м раунде.
В июле 1989 года Мугаби вышел на ринг против чемпиона мира в 1-м среднем весе по версии WBC француза Рене Жакота. Мугаби нокаутировал противника в 1-м раунде.
В марте 1990 года он вышел на ринг против Терри Норрис. Мугаби проиграл нокаутом в 1-м раунде.
В ноябре 1991 года Мугаби встретился в бою за малопрестижный вакантный титул чемпиона мира в среднем весе по версии WBO с американцем Джеральдом Макклелланом. В первом же раунде Макклеллан 3 раза отправлял на настил Мугаби. После 3-го нокдауна бой остановили.
После поражения от Макклеллана Мугаби ушёл из бокса. У него был удивительный послужной список: 42 боя, 38 побед и все нокаутами, 4 поражения — тоже все нокаутами.
В декабре 1996 года он вернулся на ринг, одержав 1-ю победу в карьере по очкам.
В январе 1998 года угандиец впервые проиграл по очкам.
В январе 1999 года Мугаби проиграл нокаутом в 8-м раунде австралийцу Глену Келли. После этого он окончательно ушёл из бокса.